# 張橋 (萬曆進士)
張橋（？—？），陕西西安府乾州武功縣人。

## 生平
万历三十一年（1603年）癸卯科陕西乡试举人，四十一年（1613年）癸丑科進士，授行人。